# Naives-en-Blois
Naives-en-Blois ist eine französische Gemeinde mit 156 Einwohnern (Stand: 1. Januar 2022) im Département Meuse in der Region Grand Est (bis 2015 Champagne-Ardenne). Sie gehört zum Arrondissement Commercy und zum Gemeindeverband Commercy-Void-Vaucouleurs.

## Geografie
Die Gemeinde Naives-en-Blois liegt am Ostrand der Landschaft Barrois, etwa 25 Kilometer westlich von Toul und 45 Kilometer östlich von Saint-Dizier. Das 15,7 km² umfassende Gemeindegebiet wird im Nordosten von einem großen Wald (Bois de Voirut) und im Westteil von weiten Ackerflächen geprägt. Im Südwesten wird mit dem 383 m hohen Navernemont der höchste Punkt in der Gemeinde erreicht. Unweit dieser Erhebung entspringt die Barboure, ein Nebenfluss des Ornain. Zur Gemeinde zählen der Weiler Bannaucourt und das Dorf Braux (1794 eingemeindet). Umgeben wird Naives-en-Blois von den Nachbargemeinden Ménil-la-Horgne im Norden, Void-Vacon m Osten, Sauvoy im Südosten, Broussey-en-Blois im Süden, Bovée-sur-Barboure im Südwesten sowie Méligny-le-Grand im Nordwesten.

## Bevölkerungsentwicklung
| Jahr      | 1962 | 1968 | 1975 | 1982 | 1990 | 1999 | 2011 | 2021 |
| Einwohner | 147  | 141  | 125  | 94   | 91   | 116  | 168  | 152  |

Im Jahr 1793, zur Zeit der Gemeindegründung, wurde mit 418 Bewohnern die bisher höchste Einwohnerzahl ermittelt. Die Zahlen basieren auf den Daten von cassini.ehess und INSEE.

## Sehenswürdigkeiten

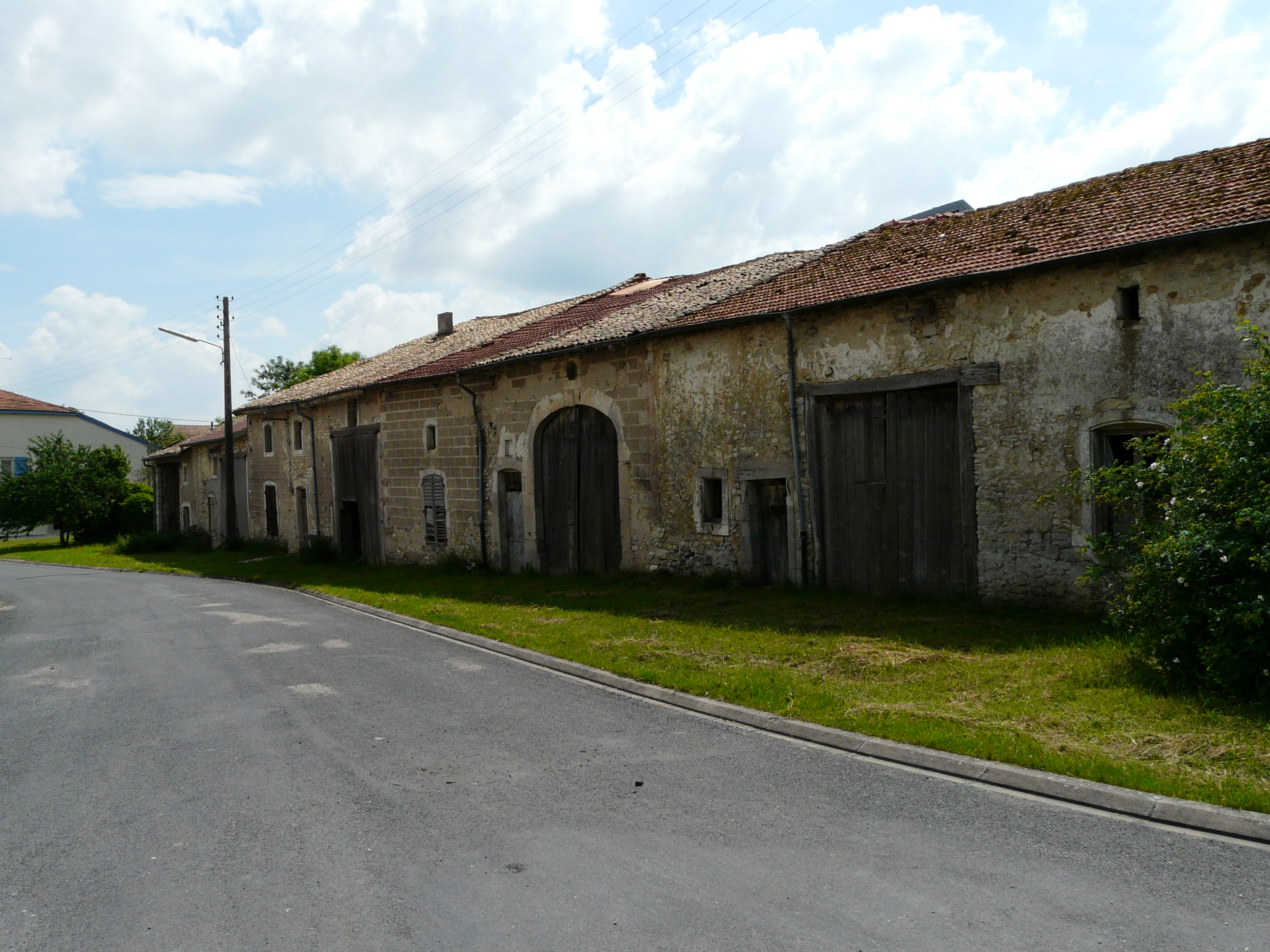
Typische Zeile von Lothringerhäusern in Naives-en-Blois

Kirche Saint-Martin
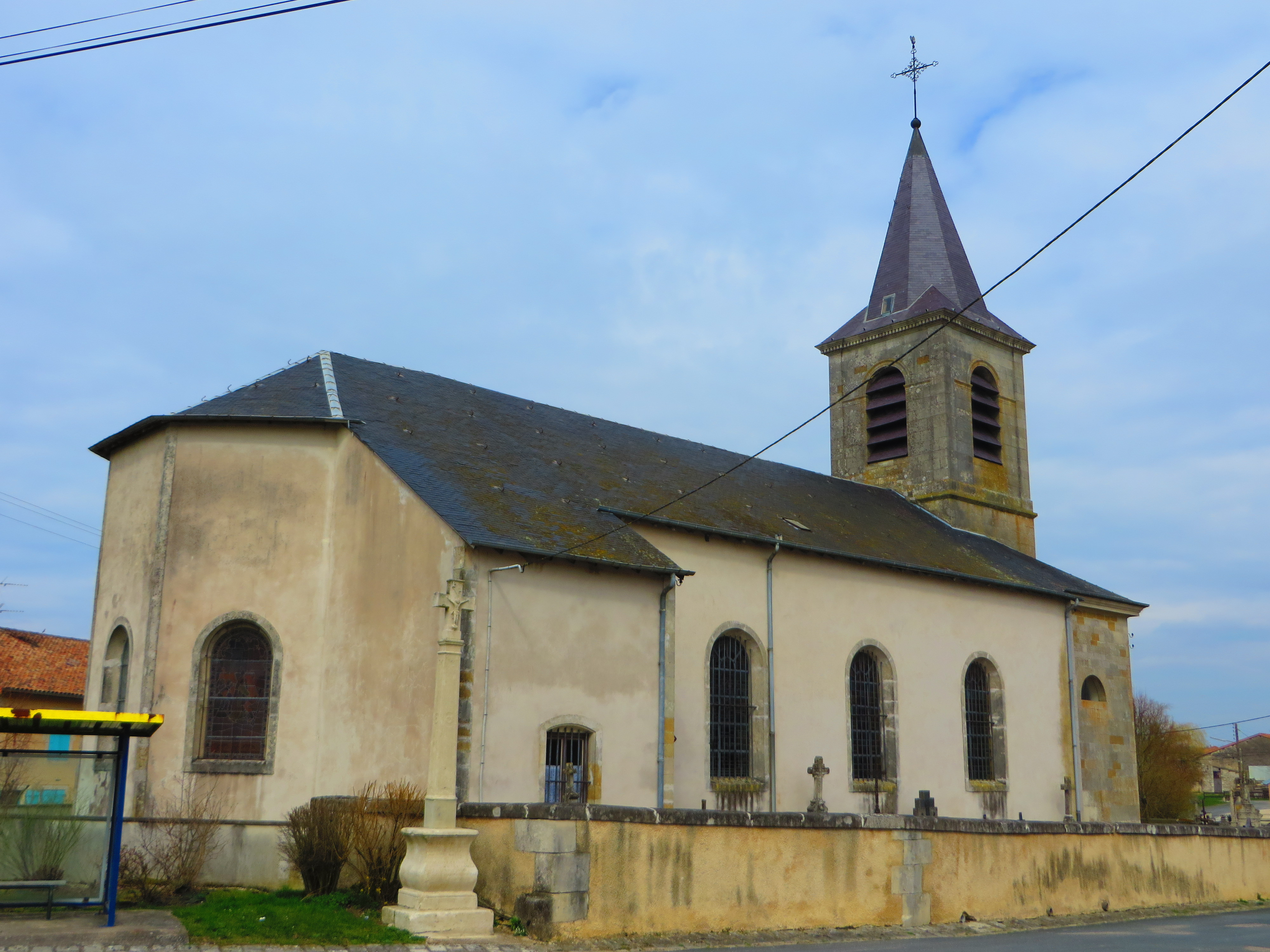
Südwestseite
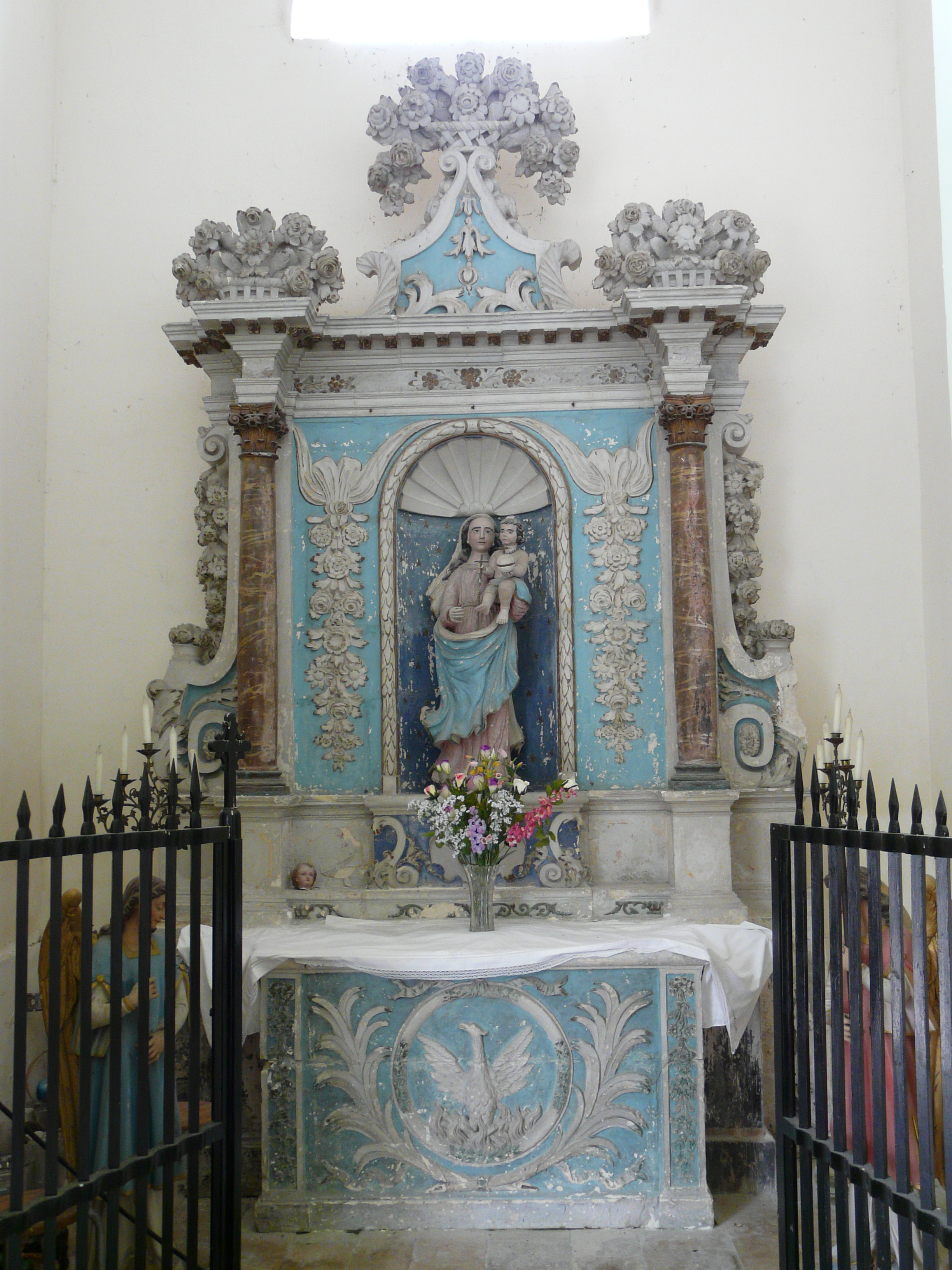
Altar,
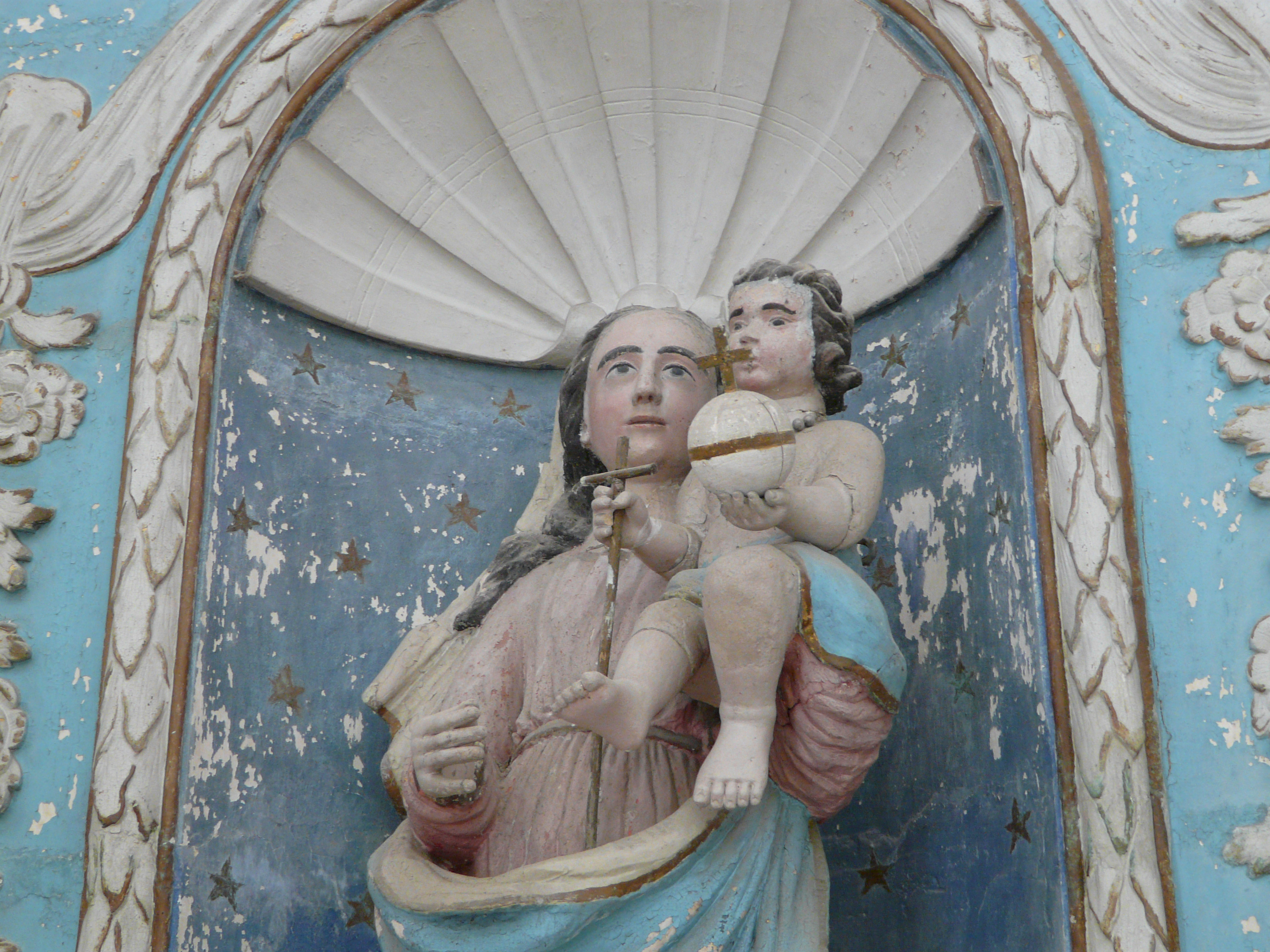
Altardetail,

- Waschhaus (Lavoir)
- zwei Wegkreuze

- Kirche Saint-Martin
- Südwestseite
- Altar, Eintrag Nr. PM55001041 in der Base Palissy des französischen Kulturministeriums (französisch)
- Altardetail, Eintrag Nr. PM55001042 in der Base Palissy des französischen Kulturministeriums (französisch)

## Wirtschaft und Infrastruktur
In der Gemeinde Naives-en-Blois sind neun Landwirtschaftsbetriebe ansässig (Getreideanbau, Milchviehzucht).
Durch Naives-en-Blois führt die Fernstraße D 29 von Naix-aux-Forges nach Void-Vacon. Am Nordrand der Gemeinde verläuft die autobahnartig ausgebaute RN 4 von Saint-Dizier nach Toul.